# Knodishall
Knodishall is een civil parish in het Engelse graafschap Suffolk.